# Ewart Horsfall
Ewart Douglas Horsfall (født 24. maj 1892 i Liverpool, død 1. februar 1974 i Devizes) var en engelsk roer og olympisk guldvinder.

## Rokarriere
Horsfall gik på Eton College og senere Oxford University og var allerede kendt som en stærk roer på Eton. Han var med i Oxfords otter første gang i 1911 og var der med til at vinde det traditionsrige Oxford vs. Cambridge Boat Race. Han deltog i løbet flere gange og vandt også i 1913.
Horsfall var med i den britiske otter fra Leander ved OL 1912 i Stockholm som den yngste i besætningen, der derudover talte Edgar Burgess, Sidney Swann, Leslie Wormald, Angus Gillan, Stanley Garton, Alister Kirby, Philip Fleming og styrmand Henry Wells. Båden vandt i indledende heat over en canadisk båd, i kvartfinalen over en australsk båd og i semifinalen over en tysk båd. I finalen mødte Leander en anden britisk båd fra New College, Oxford, og Leander trak fra halvvejs i løbet og så sig ikke tilbage, men vandt med en længde. Ved lodtrækningen om banerne til finaleløbet vandt New College og tilbød ifølge traditionen modstanderne at vælge først. Traditionen bød så, at modstanderne skulle afslå valget, men Leander accepterede det og valgte den bedste bane. Dette medførte, at kong Gustav 5. ved medaljeceremonien ærede New College, der siden har haft en tradition med ved festlige lejligheder at udbringe en skål under overskriften "God Damn Bloody Magdalen" og have et brevhoved med forkortelsen herfor, 'GDBM'.
Han var med til at vinde Henley Royal Regatta i otteren i 1913 og de tre første år efter første verdenskrig. Han var igen med i den britiske otter ved OL 1920 i Antwerpen, og besætningen bestod denne gang ud over Horsfall af Guy O. Nickalls, Richard Lucas, Walter James, John Campbell, Sebastian Earl, Ralph Shove, Sidney Swann og styrmand Robin Johnstone. Briterne vandt over en schweizisk båd i indledende heat og over en norsk båd i semifinalen, inden de i finalen mødte den amerikanske båd. Briterne lagde sig i spidsen fra løbets begyndelse, og det var først ved omkring 1700 m, at amerikanerne for alvor satte fart på. Amerikanerne endte med at vinde med under et sekunds forspring over de udmattede briter.

## Øvrige karriere
Ved udbruddet af første verdenskrig kom Horsfall med i Rifle Brigrade, men skiftede senere til RAF, hvor han blev leder af en eskadrille. Han gjorde sig fordelagtigt bemærket under krigen og blev tildelt både Military Cross og Distinguished Flying Cross samt udnævnt til ridder af Æreslegionen.
Han indgik senere i familiefirmaet, der især var kendt for at handle med palmeolie.
Han vedblev at være engageret i rosporten og var ved OL 1948 træner for de britiske roere.

## OL-medaljer
- 1912:  Guld i otter
- 1920:  Sølv i otter